# Ich war eine männliche Sexbombe
Ich war eine männliche Sexbombe (Originaltitel: Un monsieur de compagnie) ist eine französische Filmkomödie von Philippe de Broca aus dem Jahr 1964 mit Jean-Pierre Cassel und Catherine Deneuve. Als literarische Vorlage diente der gleichnamige Roman (1961) von André Couteaux.

## Handlung
Antoine wächst bei seinem wohlhabenden Großvater sorgenfrei auf. Gewöhnt an den Luxus und im Glauben, er könne alles bekommen, ohne etwas dafür tun zu müssen, verbringt er die meiste Zeit als Tagträumer und geht am liebsten zum Angeln. Doch als sein Großvater stirbt und damit auch die Geldquelle versiegt, sieht sich Antoine gezwungen, seinen Lebensstil zu ändern und Geld zu verdienen. Diesem Vorhaben steht jedoch seine Faulheit im Weg, weshalb er sich lieber auf seinen enormen Charme verlässt, den er zu seinem Vorteil zu nutzen weiß.
Am Montmartre in Paris lernt er Nicole und Balthasar kennen. Das Paar ist von Antoines Charme entzückt und zeigt sich sehr großzügig. Doch als die beiden von seiner Faulheit genug haben und ihn zur Arbeit drängen, geht Antoine erneut seiner Wege. Er trifft auf einen Prinzen, den er gekonnt verführt. Doch dieser will nach der ersten Liebesnacht nur noch mit der Modelleisenbahn spielen. Eine Restauratorin mag ihn bald auch nicht mehr. Lediglich als Aktmodell auf einer Zeichenschule in Rom taugt er, weil er dafür nur seinen nackten Körper präsentieren muss. Doch am Ende bleibt ihm nichts anderes übrig, als seine Brötchen selbst zu verdienen: dank der Fabrikarbeiterin Isabelle beginnt er eine Stelle als Metallarbeiter. Dann jedoch wacht er angelnd am Fluss auf und der Albtraum des Arbeitens ist vorbei.

## Hintergrund
Für Jean-Pierre Cassel und Regisseur Philippe de Broca war dies bereits die vierte Zusammenarbeit. 1983 drehte de Broca mit Catherine Deneuve auch den Abenteuerfilm Der Buschpilot.
Ich war eine männliche Sexbombe wurde am 4. November 1964 in Frankreich uraufgeführt. In Deutschland wurde die Filmkomödie erstmals am 25. Dezember 1964 in den Kinos gezeigt.

## Kritiken
Dem Lexikon des internationalen Films zufolge habe Regisseur de Broca „[d]en Traum eines Nichtstuers, er könne mit seinem unwiderstehlichen Charme auf leichte Art durchs Leben kommen, […] in dem ihm eigenen Komödienton geistreich inszeniert“. Dabei liege „seine Sympathie“ klar bei „seinem arbeitsscheuen Helden“. Für den Evangelischen Filmbeobachter war Ich war eine männliche Sexbombe ein „Lustspielfilm über einen Nichtstuer mit einer Fülle reizender, wenn auch etwas zufällig aneinander gereihter Szenen“. Das Ende sei nicht zufriedenstellend und der Film nur für Erwachsene geeignet.
Cinema bezeichnete den Film als „leichte, ironische Komödie“, die mit Cassel in der Hauptrolle ideal besetzt sei, mit viel „Originalität und skurrilem Witz“ aufwarten könne und „genauso unwiderstehlich wie [die] Hauptfigur“ sei. Catherine Deneuve wiederum sei „von Kameramann Raoul Coutard besonders liebevoll fotografiert“ worden.

## Deutsche Fassung
| Rolle            | Darsteller           | Synchronsprecher      |
| ---------------- | -------------------- | --------------------- |
| Antoine          | Jean-Pierre Cassel   | Harry Wüstenhagen     |
| Isabelle         | Catherine Deneuve    | Gisela Fritsch        |
| Balthazar        | Jean-Pierre Marielle | Gert Günther Hoffmann |
| Maria            | Sandra Milo          | Margot Leonard        |
| Krieg von Spiel  | Marcel Dalio         | Alfred Balthoff       |
| Prinz            | Jean-Claude Brialy   | Lothar Blumhagen      |
| Louisette        | Valérie Lagrange     | Marianne Lutz         |
| Benvenuto        | Adolfo Celi          | Curt Ackermann        |
| Isabelles Vater  | Jacques Dynam        | Martin Hirthe         |
| Isabelles Mutter | Rosy Varte           | Friedel Schuster      |